# El Roser de Peramola
El Roser de Peramola és una capella de Peramola (Alt Urgell) inclosa a l'Inventari del Patrimoni Arquitectònic de Catalunya.

## Descripció
Capella que es troba als afores de la vila. És una petita construcció que consta d'una ample entrada porticada i el cos cúbic de la capella amb porta adovellada flanquejada per dues finestres. El cos de l'entrada és arrebossat i cobert a dues aigües, mentre que el de la capella és fet amb carreuons i cobert amb un cos piramidal. Amb dues cobertes exteriors són de teules.